# Arquénteron

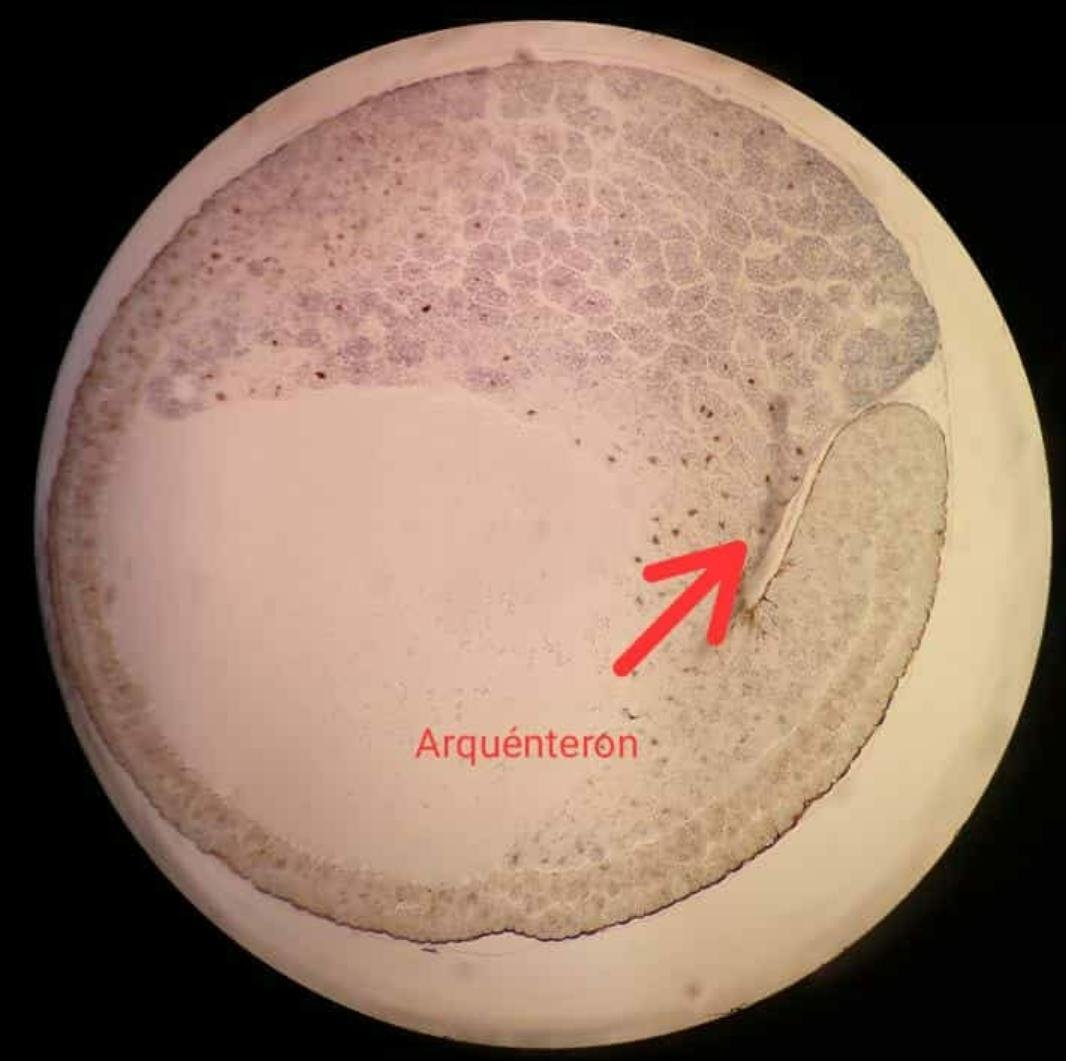
Una gástrula temprana con el arquénteron señalado

El arquénteron o gastrocele es una cavidad embrionaria que se forma en la fase de gastrulación y prefigura la futura luz del tubo digestivo que se abre al exterior a través del blastoporo; no debe confundir con la cavidad general del cuerpo (blastocele, pseudoceloma, y celoma), que no tiene contacto con el exterior.
El arquénteron como tal no siempre se forma; y de que esté presente o no, depende de los distintos tipos de blástula, así como de las distintas modalidades de gastrulación; las que se detallan a continuación:
- Por invaginación o embolia. Una parte de las células ectodérmicas se invagina hacia el blastocele para formar la segunda hoja embrionaria (endodermo) y delimitar una nueva cavidad, el arquénteron que comunica con el exterior por el blastoporo. Se da en la mayoría de los filos animales, a partir de una blástula con aspecto de bola hueca (celoblástula).

- Por epibolia. Se presenta en el huevo con una cantidad moderada de vitelo (heterolecito o algo telolecito) concentrado en el polo vegetativo, y en el que la segmentación total y desigual produce grandes macrómeros vitelinos. En este caso, el blastocele está desplazado hacia el polo animal y la invaginación se hace dificultosa. Por este motivo los micrómeros situados en el polo animal se dividen, proliferan, se hunden y rodean a los macrómeros formando así un blastoporo en el polo vegetativo, aunque en una gástrula sin tubo digestivo primitivo; es decir, en esta modalidad de gastrulación no se forma arquénteron.

- Por involución. Cuando la cantidad de vitelo del huevo es muy grande y concentrada en el polo vegetativo (telolecito), lo que determina una segmentación parcial, también denominada meroblástica, en este caso se forma en el polo animal un pequeño casquete de células o discoblástula; y entonces la gastrulación se produce generalmente por involución, dónde las células de la periferia del disco se hunden y se dirigen hacia atrás, bajo la capa superficial, formando así un doble estrato. Es el caso típico de los cefalópodos.

- Por delaminación. Es un tipo poco frecuente. A partir de una esteroblástula el endodermo se origina de la división de las células ectodérmicas, así como la migración y hundimiento de las mismas; la gastrulación se completa con la separación de dos capas de células: una externa y otra interna, y no hay blastoporo, ni tampoco tubo digestivo primitivo (arquénteron); aunque más tarde por un proceso secundario el endodermo puede ahuecarse y formar uno.

- Por ingresión polar. Es similar al caso anterior, pero el endodermo se forma por migración de células ectodérmicas en vez de por división y migración de las mismas. En este caso tampoco se forma el blastoporo durante el proceso, así como un tubo digestivo primitivo (arquénteron); aunque al igual que en la delaminación, con posterioridad el endodermo puede ahuecarse y sí dar origen a un arquénteron. Este tipo lo presentan los cnidarios, ctenóforos y esponjas.

- Datos: Q632640
- Multimedia: Archenteron / Q632640